# Анселм Кентърбърийски
Анселм Кентърбърийски (на латински: Anselmus Cantuariensis) роден Анселм Аоста (на латински: Anselmo d'Aosta), е средновековен философ, теолог, бенедиктински монах и архиепископ на Кентърбъри от 1093 до 1109 г. Наричан е основател на схоластиката и е известен като създател на онтологическия аргумент за съществуването на Бога. През 1720 г. Анселм е признат за доктор на църквата от папа Климент XI. Той е един от най-изтъкнатите богослови на западното християнство през Средновековието.

## Биография
Роден е около 1033 година в Аоста в Кралство Бургундия. Семейството му у родственик на Савойската династия. Родителите му са от благородническо потекло. Баща му Гъндълф е ломбардец по рождение, а майка му Ерменберга е свързана с Ото I Савойски.
Когато е на 23 години Анселм напуска дома си, пресича Алпите и странства из Бургундия и Франция. Тогава, привлечен от славата на Ланфранк (приор на Абатството в Бек), Анселм пристига в Нормандия през 1059 г. През 1060 г. влиза в абатството. След три години става приор, а през 1078 г. – абат на манастира.
В манастира Бек Анселм създава първите си философски съчинения — Monologion и Proslogion, с които започва да печели широка известност в Европа и си изгражда реноме на изтъкнат богослов. Благодарение на покровителството на Ланфранк, който става архиепископ на Кентърбъри, манастирът в Бек се утвърждава като една от най-влиятелните църковни институции в англонормандското кралство и натрупва значителни земевладелски ресурси в Англия.
Като абат, Анселм често пътува до Британия и постепенно започва да се разглежда като естествения наследник на Ланфранк на архиепископския престол. След смъртта на Ланфранк през 1089 г., крал Уилям II обаче не бърза да назначи нов примас на Англия. Той използва феодалното право, според което в отсъствие на епископ приходите от архиепископските земи преминават към короната, и в продължение на четири години се възползва от това.
Едва през 1093 г., когато Уилям II тежко се разболява и се намира на ръба на смъртта, той – вероятно измъчван от чувство за вина – дава съгласието си Анселм да бъде избран за архиепископ. В този момент Анселм се намира в Англия и прави опит да откаже длъжността, но въпреки съпротивата му, изборът е потвърден и той е утвърден като архиепископ на Кентърбъри.
Към момента, когато става архиепископ, Анселм вече се утвърждава като авторитетен богослов и влиятелен религиозен водач, но не притежава държавническите качества на своя предшественик Ланфранк. В новото си положение на архиепископ и примас на Англия, Анселм не успява да установи ефективно сътрудничество между църковната и светската власт, нито да защити финансовата независимост на религиозните институции от апетитите на крал Уилям II.
По характер Анселм е мек и смирен, но когато става въпрос за религия и канонично право, той заема твърда и безкомпромисна позиция. Не желае да прави отстъпки пред една светска власт, страдаща от сериозен недостиг на средства. От своя страна крал Уилям II е пълна противоположност — груб, циничен и склонен да използва всякакви средства, за да укрепи кралската власт.
Скоро след възстановяването на краля избухва остър конфликт между него и архиепископа. Анселм настоява за връщане на отнетите църковни земи, за право на църквата да решава собствените си дела и за признаване на папа Урбан II. Докато първото искане получава удовлетворение, кралят категорично отказва да отстъпи правото си сам да определя кой папа ще бъде признат в Англия. Общественото мнение и самият крал са склонни да подкрепят антипапата Климент III, но Анселм остава верен на Урбан II, когото вече подкрепя още като абат в Бек.
С времето напрежението между краля и архиепископа ескалира. Нови разногласия възникват по отношение на финансирането на военните кампании, както и за моралното разложение в кралския двор, известно със скандалите около хомосексуалността на Уилям II. Накрая отношенията между двамата напълно се разпадат, като кралят открито заявява омразата си към Анселм. На събора в Рокингам на 25 февруари 1095 г. духовенството застава на страната на краля. Там Анселм защитава примата на папската власт над кралската. Епископът на Даръм, Вилхелм дьо Сен-Кале, дори призовава архиепископът да бъде свален и изгонен от страната.
Уилям II опитва дипломатически маневри, предлагайки на папа Урбан II да бъде признат в Англия, ако отстрани Анселм от поста му. През май 1095 г. папският легат Валтър Албански пристига в Англия и предоставя на краля специална привилегия – без негово одобрение не може да бъде изпратен друг свещеник в страната с легатски правомощия. В отговор кралят признава Урбан II за папа. Но когато става въпрос за отстраняване на Анселм, легатът отказва и му връчва архиепископския палий. Това не води до умиротворяване — напротив, конфликтът между духовната и светската власт остава неразрешен.
Кралят продължава да пренебрегва и унижава архиепископа, докато същевременно Анселм не намира достатъчна подкрепа от папата за своите усилия да възстанови моралния ред в кралския двор. През ноември 1097 г. той напуска Англия без кралско разрешение и се отправя към Рим. С този акт той губи спора, а приходите на архиепископството преминават в кралската хазна.
В Рим Анселм е приет с почести. Папата се отнася към него като към равен. Анселм се установява временно в манастира Сан Салваторе в Телезе, близо до Беневенто, където завършва своя основен богословски труд — „Cur Deus Homo“ („Защо Бог стана човек“). През октомври 1098 г. участва в събора в Бари, а през 1099 г. — в Рим, където се приемат решения срещу симонията, светската инвеститура и браковете на духовници.
Въпреки уважението, с което Анселм се ползва сред висшето духовенство в Италия, папа Урбан II отказва да го подкрепи в конфликта му с крал Уилям и не налага отлъчване. Разочарован, Анселм се оттегля в Лион, където остава при своя приятел архиепископ Хуго до смъртта на краля през 1100 г.
След възкачването на английския престол от Хенри I през 1100 г., Анселм е поканен да се завърне като архиепископ на Кентърбъри. На 23 септември същата година той пристига отново в Англия. По това време Анселм вече твърдо се придържа към принципите на клюнийската реформа и отказва да приеме светска инвеститура за църковните земи от краля. Този отказ предизвиква нова криза в отношенията между църквата и короната.
Макар че Хенри I оценява високо богословските дарби на Анселм и го уважава, той не желае да се откаже от древното кралско право да инвестира епископите. Опитите за компромис се провалят, тъй като папа Пасхалий II категорично се противопоставя на всякакво светско вмешателство в църковните назначения. През 1101 г. Анселм пътува лично до Рим, за да води преговори с папата, но без успех. Тъй като не може да изпълнява архиепископските си функции без кралско съгласие, той решава да не се връща в Англия и отново се установява в Лион.
Ситуацията се усложнява през 1105 г., когато папата отлъчва от църквата онези английски епископи, които получават инвеститура от крал Хенри I. Анселм също заплашва с отлъчване самия крал. Под натиска на тези събития, Хенри решава да търси помирение. На 22 юли 1105 г., в град Л’Егл в Нормандия, се провежда среща между краля и архиепископа, на която Хенри се съгласява да възстанови на Анселм доходите от църковните земи в замяна на признаването на вече назначените с кралска инвеститура епископи.
Въпреки неодобрението на папата, диалогът между двете страни продължава. Голямо влияние за постигане на разбирателство оказва сестрата на краля, Адела Нормандска, която поддържа близки отношения с Иво Шартърски – един от най-влиятелните църковници на началото на XII век и застъпник на идеята за ограничено участие на светската власт в избора на епископи.
През 1107 г. кралската власт и църквата постигат споразумение, което по-късно става модел за Вормския конкордат, с който се слага край на борбата за инвеститура в Германия. Съгласно това споразумение, кралят се отказва от правото да инвестира духовниците с пръстен и жезъл – символите на духовната власт – но си запазва правото да изисква оммаж (васалното преклонение) за техните земни владения. Формално е признато, че изборът на епископи трябва да бъде свободен, но на практика кралската власт продължава да влияе върху кандидатурите.
Освен това, изглежда, че Анселм се съгласява оммажът да се полага преди ръкополагането, което по същество предоставя на английските монарси решаваща дума в избора на висшето духовенство в страната.
След като въпросът с инвеститурата е уреден, Анселм се завръща в Англия през 1107 година. Той утвърждава епископите, избрани от краля, и прекарва последните две години от живота си в Кентърбъри, където се посвещава на управлението на текущите дела на английската църква.
Анселм умира на 21 април 1109 година в Кентърбъри. През 1494 година папа Александър VI го обявява за светец. По-късно, през 1720 година, папа Климент XI го провъзгласява за Учител на Църквата. Денят на паметта на свети Анселм — 21 април — се отбелязва в католическата, англиканската и лутеранската традиция.

## Идеи
Анселм твори в столетието на пълна победа на Католическата църква над обществените дела, като на него пада задачата да придаде на това господство метафизическо обяснение. Той разработва онтологичното доказателство за съществуване на Бога. То гласи, че Бог съществува като реален продукт на нашата мисъл. Методът му може да се опише като „вяра, търсеща разбиране“ (fides quaerens intellectum).
Анселм приема, че щом нещата и думите съществуват реално, то на върха на всички съществуващи неща стои Бог като висше съвършенство. Онтологическото доказателство дава тласък на философската схоластика в току-що сформиралите се университети в Западна Европа. Анселм отхвърля апофатическото богословие, а вместо това постулира, че познанието за Бога е възможно само по позитивен път (катафатическо богословие). Той приема, че източника на всяко добро е Бог само по себе си и оттук следва, че той е безпределно добър. Неговата линия на аргументация за съществуването на Бога минава и през следното: ако Бог е същество, което по-голямо не може да бъде мислено, то със сигурност съществува в човешкото съзнание, но ако то съществува само в човешкото съзнание, значи има нещо по-голямо, което съществува и в действителност. Този обект е всичко, „което би било най-добре да бъде, при равни други условия. Следователно той е жив, мъдър, могъщ, истинен, справедлив, нематериален, неизменен и вечен сам по себе си“.
В своето произведение „За падението на дявола“ той разглежда въпроса за доброто и злото. Според него „Върховното същество“ и „Върховното добро същество“ са идентични и оттук следва, че „всяко същество е добро и всяко добро – същество“. Оттук вече Анселм приема, че злото е липса на добро в нещо, което би трябвало то да съществува (доброто).
Схоластиката се утвърждава като водещ богословски метод от 11 век, следвайки кредото на Анселм „Вярвам, за да мога да разбера“. Архиепископът на Кентърбъри не противопоставя вярата на разума, защото след като доказва, че Бог реално съществува, то Всевишният е господар на нашия разум и единственият начин да Го познаем е само чрез вярата.
Книгата му „Защо Бог стана човек“, посветена на папа Урбан II, е една от най-добрите християнски апологии на вярата. В нея Анселм блестящо защитава ортодоксалната християнска Троица от нападките на ислямските богослови. Книгата обяснява смисъла на Боговъплъщението и защо след човешкото падение пред Бога не остава друга възможност за помирение с човека, освен приемането на човешки образ – роденият от Дева Мария, Исус Христос. В своя труд „Дискурс за съществуването на Бога“ той прави онтологична аргументация за съществуването на Бог.

## Творчество
Творчеството на Анселм Кентърбърийски е дълбоко свързано с неговото търсене на разбиране на вярата чрез разума — принцип, който той сам формулира с известното латинско изречение: fides quaerens intellectum („вяра, търсеща разбиране“). Той създава философски и теологични трактати, в които използва рационален подход към християнските догми, полагайки основите на схоластическата традиция (виж Схоластика) в Средновековието. 
Съчиненията му излизат за първи път препечатани през 1491 – 1494 година в Нюрнберг, през 1675 и 1721 година излизат в Париж, а през 1746 година във Венеция.

#### „Монологи“ (Monologion, ок. 1075)
Анселм създава Monologion като упражнение по богословие, в което без да се позовава на Свещеното Писание, разсъждава рационално върху Божието съществуване и природа. В текста той доказва съществуването на Бог чрез концепцията за „висшето благо“, което е източник на всички останали блага. В него Бог се разкрива като необходимо и съвършено същество, а сътвореният свят — като участник в Неговото битие.

#### „Прослогион“ (Proslogion, ок. 1077)
В най-известното си произведение, Анселм той формулира своя онтологичен аргумент за съществуването на Бога. Основната идея гласи, че Бог е „това, над което не може да се помисли нещо по-велико“ (id quo nihil maius cogitari potest). Ако Бог съществува само в ума, значи може да се помисли нещо по-велико — а именно, Бог, който съществува и в действителност. Следователно, Бог трябва да съществува и в ума, и в реалността.

#### „За истината“ (De Veritate)
В De Veritate, Анселм изследва природата на истината. Той я дефинира като „правилност, която се разбира като съответствие на нещото с ума и на ума с нещото“. В трактата той развива концепция за различни видове истина — в твърденията, в действията, в намеренията — и търси тяхното общо основание в Божията природа.

#### „За свободната воля“ (De Libertate Arbitrii)
Анселм разглежда свободата като способност за запазване на правота заради самата правота, а не просто като избор между добро и зло. Свободната воля, според него, не се състои в това, че човек може да съгрешава, а в това, че има способността да избира доброто и да запазва справедливостта.

#### „За падението на дявола“ (De Casu Diaboli)
Анселм подлага на анализ причината за грехопадението на ангелите и въпроса как е възможно едно същество, създадено от Бога, да избере злото. Анселм твърди, че ангелите също са били създадени със свободна воля и, като такива, носят отговорност за собствените си избори.

#### „За съгласието на Божието предузнание и предопределение с човешката свободна воля“ (De Concordia Praescientiae et Praedestinationis et Gratiae Dei cum Libero Arbitrio)
В философско-теологичния текст Анселм се опитва да съгласува божественото всезнание и предопределение с човешката свободна воля. Той твърди, че Бог знае бъдещето без да го причинява по необходимост, и че свободата на волята се запазва дори при божествено предузнание.

#### Проповеди и молитви
Анселм създава и богата духовна проза, включително молитви и проповеди, насочени към вътрешното покаяние и съзерцание. Молитвите му изразяват силна мистична любов към Бога, а стилът му оказва влияние върху по-късната монашеска духовност.

### Преводи на български език
- Монолог. Изд. Критика и хуманизъм, 1992;
- Прослогион. За вярата в Троицата и за въплъщението на Словото. Изд. Критика и хуманизъм, 1993;
- Защо Бог стана човек. Изд. Лик, 2001;
- Четири диалога. Изд. Лик, 2002, ISBN 9546075175;
- Избрани произведения. УИ „Св. Климент Охридски“, 2008, ISBN 9789540727899;
- За съгласуването на провидението. Изд. Изток-Запад, 2018, ISBN 9786190101727;